# Ivan Milanov Dimitrov
Ivan Milanov Dimitrov (in bulgaro Иван Миланов Димитров?; Sofia, 14 maggio 1935 – Sofia, 1º gennaio 2019) è stato un calciatore bulgaro, di ruolo difensore.

## Carriera

### Club
Durante la sua carriera ha vestito le maglie di Levski Sofia ed Akademik Sofia.

### Nazionale
Ha rappresentato anche la nazionale bulgara.

## Palmarès

### Club

#### Competizioni nazionali
- Campionato bulgaro: 1

Lokomotiv Sofia: 1963-1964